# Kommod

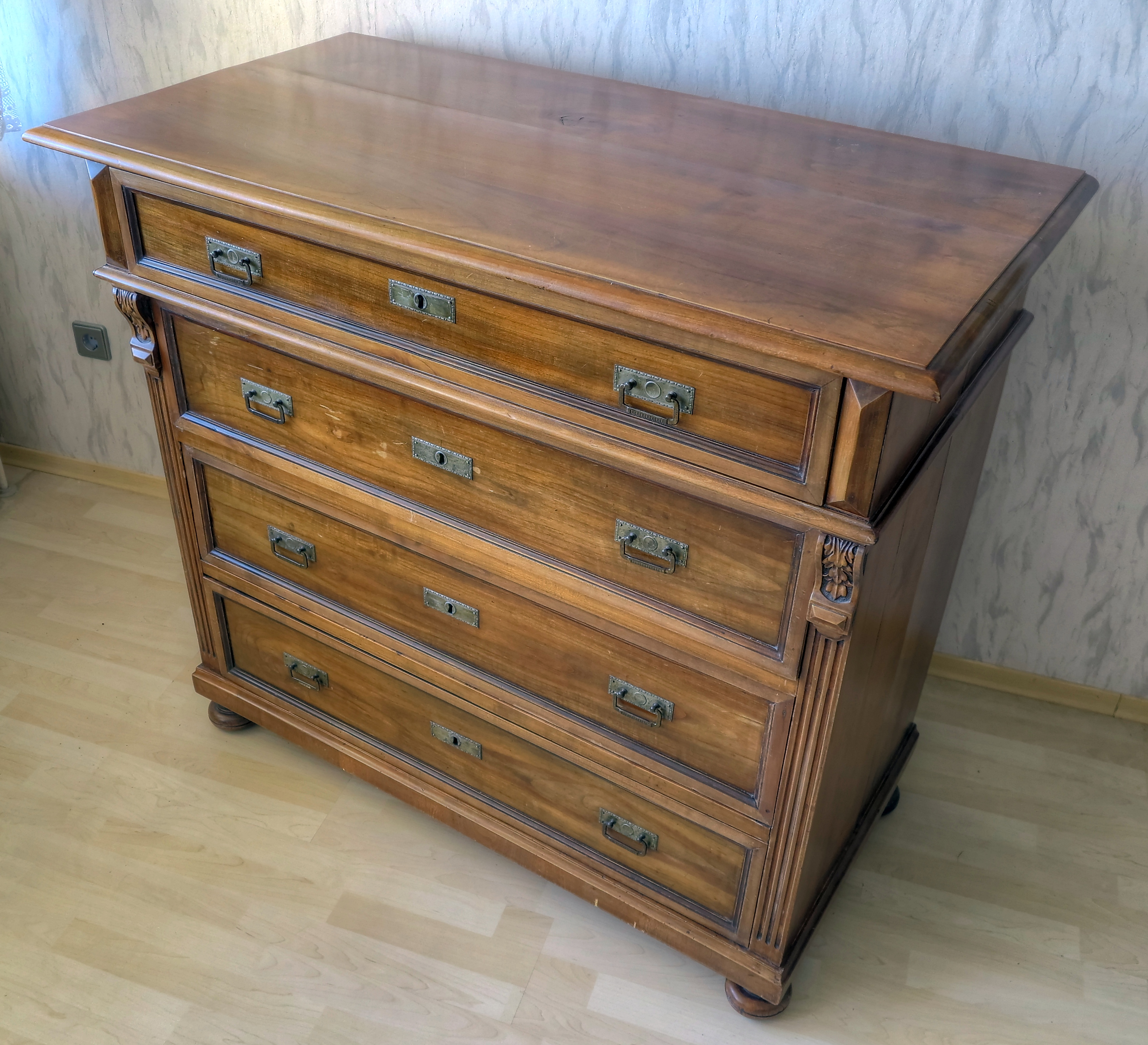
Kommode (ca. 1900)

Kommod ist ein im bairischen Sprachraum, insbesondere im Österreichischen, gebräuchliches Wort für „bequem, angenehm“. Es wurde im 18. Jahrhundert aus dem Französischen commode entlehnt, das wiederum auf das lateinische commodus, „angemessen, zweckmäßig, angenehm“ zurückgeht (con modo, „auf, nach Art und Weise“). Früher war die Bezeichnung in vielen deutschsprachigen Regionen gebräuchlich, gilt mittlerweile aber oft als veraltet.
Die etwa zur gleichen Zeit aufkommende Bezeichnung Kommode für eine bequeme, zweckmäßige Truhe mit Schubladen geht auf das gleichbedeutende französische commode (substantiviertes Femininum zum Adjektiv commode) zurück.
Bereits im 17. Jahrhundert wurde das heute nicht mehr gebräuchliche Verb inkommodieren für „belästigen, bemühen“ aus dem ebenfalls französischen incommoder von lateinisch incommodare zu incommodus, „unangemessen, unbequem“ gebildet.